# Gabriel-Alexandre Belle
Pour les articles homonymes, voir Belle.
Gabriel-Alexandre Belle, né le 4 mars 1782 à Paris et mort le 21 octobre 1855 à Auxerre, est un dramaturge et écrivain français.

## Biographie
Ancien commissaire des guerres, membre des Soupers de Momus et de la Société académique des Enfants d'Apollon, rédacteur du journal La Nouveauté, ses pièces ont été représentées sur les plus grandes scènes parisiennes du XIXe siècle : théâtre de la Porte-Saint-Martin, théâtre de la Gaîté, théâtre du Vaudeville, théâtre des Variétés etc. Son fils Alexandre a été commis libraire de la maison Barba.
Il avait été fait chevalier de la Légion d'honneur par décret du 13 novembre 1832.

## Œuvres
Théâtre
- La Paix ou l’Heureux Retour, vaudeville en un acte, avec Paul Ledoux, musique de M. Leblanc et de M. Hulin de l’Académie impériale de Musique, au théâtre de la Gaîté, 8 août 1807.
- Femme à vendre, ou le Marché écossais, folie en un acte, mêlée de vaudevilles, avec Paul Gentilhomme, au théâtre de la Gaîté, 2 juillet 1817.
- M. Sans-Souci, ou le Peintre en prison, comédie en un acte, mêlée de couplets, avec Paul Ledoux, au théâtre des Variétés, 11 juillet 1818.
- Crillon et Bussy d’Amboise, fait historique en un acte, mêlé de couplets, avec Paul Gentilhomme, au théâtre de la Gaîté, 14 juillet 1818.
- Le Retour à Valenciennes, ou Rentrons chez nous, vaudeville en un acte, avec Armand Gouffé, au théâtre de la Porte-Saint-Martin, 1er décembre 1818.
- Karabi, ou l’Île des piqûres, vaudeville en un acte, avec Armand Gouffé, au théâtre de la Porte-Saint-Martin, 1818.
- Le Hussard et le Tambour, vaudeville en un acte, avec Frédéric Dupetit-Méré, au théâtre des Variétés, 22 mars 1819.
- Monsieur Fougère, ou le Peintre du Marché-aux-Fleurs, comédie en un acte, mêlée de couplets, avec Armand Gouffé, au théâtre des Variétés, 20 décembre 1820.
- Les Voleurs supposés, comédie-vaudeville en un acte, avec W. Lafontaine et Mélesville, au théâtre des Variétés, 27 mars 1821.
- Le Fruit défendu, vaudeville en un acte, avec François-Pierre-Auguste Léger, au théâtre de la Gaîté, 13 novembre 1821.
- Le Bureau des nourrices, folie en un acte, mêlée de couplets, avec Frédéric Dupetit-Méré, au théâtre de la Gaîté, 16 février 1822.
- Amour et Caprice, comédie en un acte, mêlée de couplets, avec W. Lafontaine, au théâtre du Vaudeville, 1er mai 1822.
- Les Dames Martin, ou le Mari, la femme et la veuve, comédie-vaudeville en un acte, avec W. Lafontaine et Henri de Tully, au théâtre du Vaudeville, 9 décembre 1822.
- La Caserne, ou le Changement de garnison, tableau militaire en un acte, mêlé de couplets, avec Paul Ledoux, au théâtre du Vaudeville, 3 mars 1823.
- La Fille du commissaire, folie en un acte, mêlé de couplets, avec Benjamin Antier, au théâtre du Vaudeville, 30 janvier 1824.
- La Tante et la Nièce, ou C’était moi, comédie-vaudeville en un acte, avec Armand Gouffé, au théâtre de la Gaîté, 16 juillet 1824.
- Le Point d’honneur, vaudeville en un acte tiré des Contes de M. Adrien de Sarrasin, avec Benjamin Antier, au théâtre du Vaudeville, 8 août 1825.
- La Circulaire, comédie en un acte et en prose, avec Jacques-André Jacquelin, au théâtre de la Gaîté, 10 juin 1828.

Opéra
- Le Roi René, ou la Provence au XVe siècle, opéra-comique en deux actes, livret de Belle aîné et Charles-Augustin Sewrin, musique de Ferdinand Hérold, au théâtre de l'Opéra-Comique, salle Favart, 24 août 1824.

Discours
- Discours prononcé à la séance publique de la Société académique des Enfans d’Apollon en 1824, Paris, Plassan, 1824.
- Second discours prononcé en 1825, Paris, Plassan, 1825.
- Discours prononcé le 28 mai 1829, Paris, David, 1829, in-8°, 20 p.